# Joseph Jackson (Sportschütze)
Joseph „Joe“ Jackson (* 23. September 1880 in St. Louis; † 30. Dezember 1960 in Polk County, Florida) war ein US-amerikanischer Sportschütze.

## Erfolge
Joseph Jackson nahm an den Olympischen Spielen 1920 in Antwerpen teil. Mit der Mannschaft wurde er dreimal Olympiasieger mit dem Armeegewehr im liegenden Anschlag. Im Einzel verpasste er eine vordere Platzierung über 300 m, während er über 600 m den fünften Platz erreichte. Zudem trat er in den Wettbewerben auf den Laufenden Hirsch im Einzel- und Doppelschuss an.
Jackson trat 1901 dem United States Marine Corps bei, 1917 wurde er zum Offizier befördert. Er fungierte zeitweise als Schießtrainer im Marine Corps und nahm im Januar 1932 im Range eines Captains seinen Abschied.